# Super Mario Bros. (1993.)
Super Mario Bros. američka je fantastična komedija iz 1993. koja je labava ekranizacija istoimene videoigre. Film su režirali supružnici Rocky Morton i Annabel Jankel, koji nakon toga sljedeći film nisu režirali preko 10 godina, a scenarij su potpisali Parker Bennett, Terry Runte i Ed Solomon. Bob Hoskins glumi Super Marija, a John Leguizamo Luigija. Radnja se odvija oko dvojice vodoinstalatera iz naslova koji uđu u drugu dimenziju kako bi spasili djevojku Daisy od zlog diktatora, kralja Koope.
To je bio prvi Hollywoodski film koji je snimljen po nekoj videoigri, prva igrana prilagodba Super Mario Bros. igre te druga filmska prilagodba - prva je bila u obliku japanskog anime filma Super Mario Bros.: Velika misija spašavanja princeze Peach - ali je bio komercijalni promašaj jer je koštao 42 milijuna $ a zaradio samo 20.9 milijuna u kinima SAD-a, dok su ga kritičari negativno dočekali. 2009., časopis Time je stavio film na listu "10 najgorih filmskih adaptacija videoigre". U Hrvatskoj "Super Mario Bros." nije ni igrao u kinima, a 2007. se pojavio na DVD-u. Ipak, danas se smatra kultnim ostvarenjem a pjesma Roxette  „Almost Unreal“ je bila veliki hit.

## Radnja
Brooklyn, New York . Mario i Luigi su dva brata vodoinstalatera kojima posao u zadnje vrijeme ne ide najbolje jer se pojavila nelojalna konkurencija koju vodi podli tajkun Scapelli. Mario je realističan i snalažljiv dok je Luigi pomalo nezreo i zanima se za paranormalne teme. Jednog dana im se pokvari kombi i stanu ispred jednog dućana gdje Luigi upozna Daisy, studenticu koja vodi iskapanje kosti dinosaura, te se zaljubi u nju. Nakon spoja, ona mu ispriča da je siroče te otiđu u spilju gdje se vodi iskapanje gdje primijete Scapellijeve ljude koji su sabotirali cijevi za dovod vode. Na sreću, Mario se pojavi i popravi štetu. Ipak, Daisy tada biva oteta od dvojice ljudi koji skoče u zid koji služi kao dimenzijski portal i nestane. Luigi i Mario su isprva zbunjeni, no odluče riskirati i također skoče u zid te bivaju transportiranu u drugu dimenziju gdje vladaju ljudi čiji su preci bili dinosauri. Otkriju da su u gradu zvanom Dinohattan u kojem vlada zli diktator kralj Koopa.
Ispostavi se da su ta dva svijeta jednom bili jedan, ali su razdvojeni u dvije dimenzije kada je pao meteorid  na zemlju prije 65 milijuna godina. A Daisy ima dijelić tog meteorida u ogrlici koji bi se iskoristio od Koope da spoji dvije dimenzije u jednu te osvoji zemlju. Marija i Luigija uhiti Koopina policija i stavlja u sobu sa strojem za de-evoluciju koji de-evoluira ljude. Ipak, uspiju pobjeći u pustinju gdje sretnu Iggyja i Spikea, Koopine rođake, koji im odluče pomoći. Uz pomoć njih uspiju se dočepati meteorida i prodrijeti u Koopinu centralu gdje oslobađaju Daisy, no Lena sama upotrijebi kamen te započne proces stapanja dimenzija. Koopa i Mario se dezintegriraju i nađu u New Yorku, gdje Koopin toranj zamijeni World Trade Center. No zahvaljujući tome što Luigi uspijeva izvući kamen iz pukotine u spilji, proces krene unatrag te tako oni uspiju spriječiti spajanje dimenzija. Uz pomoć lasera za de-evoluciju, de-evolviraju Koopu u Tiranosaura pa u sluz. Daisy ostaje u tom svijetu dok se braća vrate natrag u Brooklyn. Par mjeseci kasnije, Daisy se pojavi u njihovom stanu i pozove ih ponovno za pomoć: ovog puta Mario odmah skače i sve vjeruje jer se naučio nevjerojatnih stvari.

## Filmska ekipa
- Rocky Morton, redatelj
- Annabel Jankel, redateljica
- Roland Joffé, redatelj (nepotpisan)
- Dean Semler, redatelj (nepotpisan)

- Bob Hoskins kao Mario Mario
- John Leguizamo kao Luigi
- Dennis Hopper kao Kralj Koopa
- Samantha Mathis kao Princeza Daisy
- Fisher Stevens kao Iggy
- Richard Edson kao Spike
- Fiona Shaw kao Lena
- Dana Kaminski kao Daniella

## Nagrade
- 2 nominacije za nagradu Saturn  (najbolji kostim, šminka)

## Promjene u odnosu na videoigru
Za razliku od vesele videoigre za djecu, film ima tmurnu atmosferu i namijenjen je malo starijoj publici te je promijenio mnoge stvari u odnosu na igru, što su mu mnogi obožavatelji i otvoreno zamijerili. Za razliku od igre, Luigi u filmu nema brkove, Koopa je čovjek a ne ogromni gmaz, super moći koje braća dobivaju (cvijet za sposobnost vatre, list za sposbnost letenja, zvijezda za sposobnost nepobjedivosti)  su eliminirane, svijet gljiva je zamijenjen svijetom propale civilizacije ljudi čiji su preci dinosauri, Toad je umjesto čovjeka-gljive postao običan čovjek, Goombe su umjesto malih bića postali veliki divovi, dok je ime princeze promijenjeno iz Toadstool (ili Peach u videoigri) u Daisy. Uz to, Mario i Luigi tek u zadnjoj četvrtini filma obuku svoja zeleno-crvena odijela po kojima su znani u videoigri.

### Primjedbe ekipe
- Glavni glumac Bob Hoskins je u jednom intervjuu za časopis Guardian 2007. izjavio da mu je rad na tom filmu bio grozno iskustvo:

- Glumac Dennis Hopper je u studenom 2008. gostovao u emisiji Conana O'Briena u kojoj ga je voditelj upitao "koje je filmove požalio što ih je snimio". Na to mu je Hopper slikovito odgovorio:

Također je u intervjuu s Noelom Murrayjem 2. prosinca 2008. dodao: 
- John Leguizamo, koji je glumio Luigija, je u svojoj autobiografiji iz 2007. zapisao kako nije mogao podnijeti rad na filmu. Po njemu, jedna od negativnih anegdota je bila i ta da je redatelj Rocky Morton polio statista vrućom kavom jer mu se nije svidio njegov kostim. Leguizamo je također naveo kako se sprijateljio s Hoskinsom i da su obojica ubrzo shvatili da će film biti slab, pa su jednostavno odlučili opustiti se, zabaviti i povremeno napiti. Po Leguizamu, najveći propust je bio taj što je film rađen po videoigri za djecu, no redatelji su forsirali materijal "za odrasle".[7] U svojoj knjizi, u 8. poglavlju, zapisao je:

Dodao je kako su redatelji Morton i Jankel isprva bili jako šarmantni i imali jako uljudne britanske naglaske, ali da je ubrzo osjetio "čelične šake unutar njihovih rukavica": snimili su scene sa striptizetama koje su na kraju izbačene u montaži; tjerali su ga da bude smiješniji a onda bi preokrenuli ploču i rekli da se ne ponaša kao klaun; a svađali su se stalno kao pravi bračni par.
- Shigeru Miyamoto, autor videoigre Super Mario, bio je malo pozitivniji: izjavio je da je film drugačiji medij od igre i da ga zato treba i drugačije promatrati, te da nema ništa protiv nove filmske verzije igrice u budućnosti.[9]

## Izbačene scene
Najpoznatija izbačena scena u filmu odvija se u sekvenci u kojoj Koopa dovede braću Mario po prvi puta u komoru za de-evoluciju, nakon scene u kojoj pjevač Toad biva transformiran u Goombu. U toj izbačenoj sceni Koopa drži dugi govor o važnosti čistoče i sanitarnih stanja, no dok to objašnjava braći, jedan od de-evolucijskih tehničara (kojeg glumi Alan McCoy) kihne. Na to se Koopa okrene i kaže mu da je bolestan. Ovaj uzvrati da je to samo prašina, no Koopa mu kaže da sjedne u stolicu i da će ga srediti. Na to ga gurne u stolicu za de-evoluciju i pritisne gumb. Tehničar biva transformiran u prethistorijsku sluz koja se prolije po podu. Pošto su producenti smatrali tu situaciju odveć mračnom, ona je izbačena, tako da odmah nakon što Toad postane Goomba, Mario gurne Koopu u stolicu za de-evoluciju, ali je tako nastala rupa u kontinuitetu jer se na podu jasno vidi neka zelena sluz koja nije objašnjena. McCoy je izrazio da mu nije žao što je njegova uloga eliminirana iz filma pošto je ionako bio slabo prihvaćen od kritike.
Na IMDb-u se nalazi i puni popis glumaca, u koji je i uključen popis nepotpisanih uloga koji se ne javljaju u filmu, među kojima je i "Konobar koji pjeva", "Luđak", "Prodavač" i "Student arheologije"

## Zanimljivosti
- Grad Dinohattan je sagrađen u napuštenoj tvornici cementa u okrugu Wilmingtona.
- Bob Hoskins nije znao da je film zasnivan na videoigri sve dok mu sin nije pokazao igru.
- Danny DeVito je bio u pregovorima da igra Marija.
- Članak u časopisu "Spy" je 1993. izvještavao da je scenarij toliko puta promijenjen tijekom produkcije da su glumci prestali obraćati pozornost na promijene.
- Na kraju filma se implicitno najavljuje nastavak, koji pak nikada nije realiziran.
- Nakon odjavne špice, Iggy i Spike se javljaju u sceni u kojoj pokušavaju prodati prava svojih dogodovština za videoigru nekim japanskim menadžerima.
- Princeza Daisy je također ime dame u nevolji u "Super Mario Land", prvoj Mario videoigri za Game Boy[12]

## Neupotrijebljen scenarij iz 1991.
Uz scenarij za gotov film, postojao je još jedan iz 1991. koji nije bio upotrijebljen a potpisali su ga Tom S. Parker i Jim Jennewein (autori scenarija za filmske adaptacije "Obitelj Kremenko" i "Richie Rich"). Ta ranija verzija scenarija je više oslonjena na fantaziju te je mnogo vjernija originalnoj videoigri. Koristio je elemente iz prve četiri videoigre iz serije (Super Mario Bros., Super Mario Bros. 2, Super Mario Bros. 3, Super Mario World) ali i razne stripove koje su obradili pustolovine Mario braće. Radnja se vrtila oko Kralja Kooope, u obliku gmaza kao što je predstavljen u videoigri, koji otme djevojku Hildy kako bi ju prisilio na brak u svojem svijetu, a Mario i Luigi ga slijede kako bi ju spasili. Yoshi i Toad javljaju se u malim ulogama, a u jednoj sceni Luigi dotakne čarobni list i upotrijebi moć letenja. Na siteu SMBmovie.com objavljen je cijeli scenarij koji se može downloadati.

## Kritike
Većina kritičara negativno je ocijenila film i odbacila ga kao nezrelu adaptaciju videoigre. James Berardinelli mu je dao samo 1.5 od 4 zvijezde: "Super Mario Bros. nude 90 minuta besmislenih akcijskih sekvenci koje nemaju neke svrhe, osim da film ostane vjeran duhu igre. Ipak, s tim je počinio ogroman grijeh dosađivanjem publike."
Hollis Chacona je isto prigovarao: „Bučan, frenetičan i površan“. U TV emisiji "Siskel & Ebert", kritičari Roger Ebert i Gene Siskel su mu jednoglasno dali "palac dolje".
Scott Hicks je isto bio razočaran: "Skala bizarnosti u ovom filmu je tolika da veća ne može biti". U TV programu u tjedniku Nacional film je također dobio osrednju ocjenu: "Visokobudžetna hollywoodska ekstravaganca samo na trenutke doseže razigranost videoigre prema kojoj je snimljena". Među rijetkim kritičarima kojima se film svidio bio je Hal Hinson koji je zapisao: "Tko bi rekao da će "Super Mario Bros." biti takva poslastica? ...Film je možda smeće, ali je superiorno smeće. S lakoćom zasjenjuje film "Ninđa kornjače".

## Vanjske poveznice
- Super Mario Bros. u internetskoj bazi filmova IMDb-a
- Super Mario Bros.  Arhivirana inačica izvorne stranice od 23. siječnja 2008. (Wayback Machine) na Rotten Tomatoes
- SMBmovie.com Fan site s informacijama o filmu
- Filmski.net  Arhivirana inačica izvorne stranice od 25. listopada 2008. (Wayback Machine)
- Neupotrijebljena rana verzija scenarija filma - objavio ju je Mark McCoy[neaktivna poveznica] PDF format, samo prvih 12 stranica
- Članak na Destructoid.com: Zašto je Super Mario film nepriznato remek-djelo  Arhivirana inačica izvorne stranice od 6. siječnja 2013. (Wayback Machine)